# Moiren

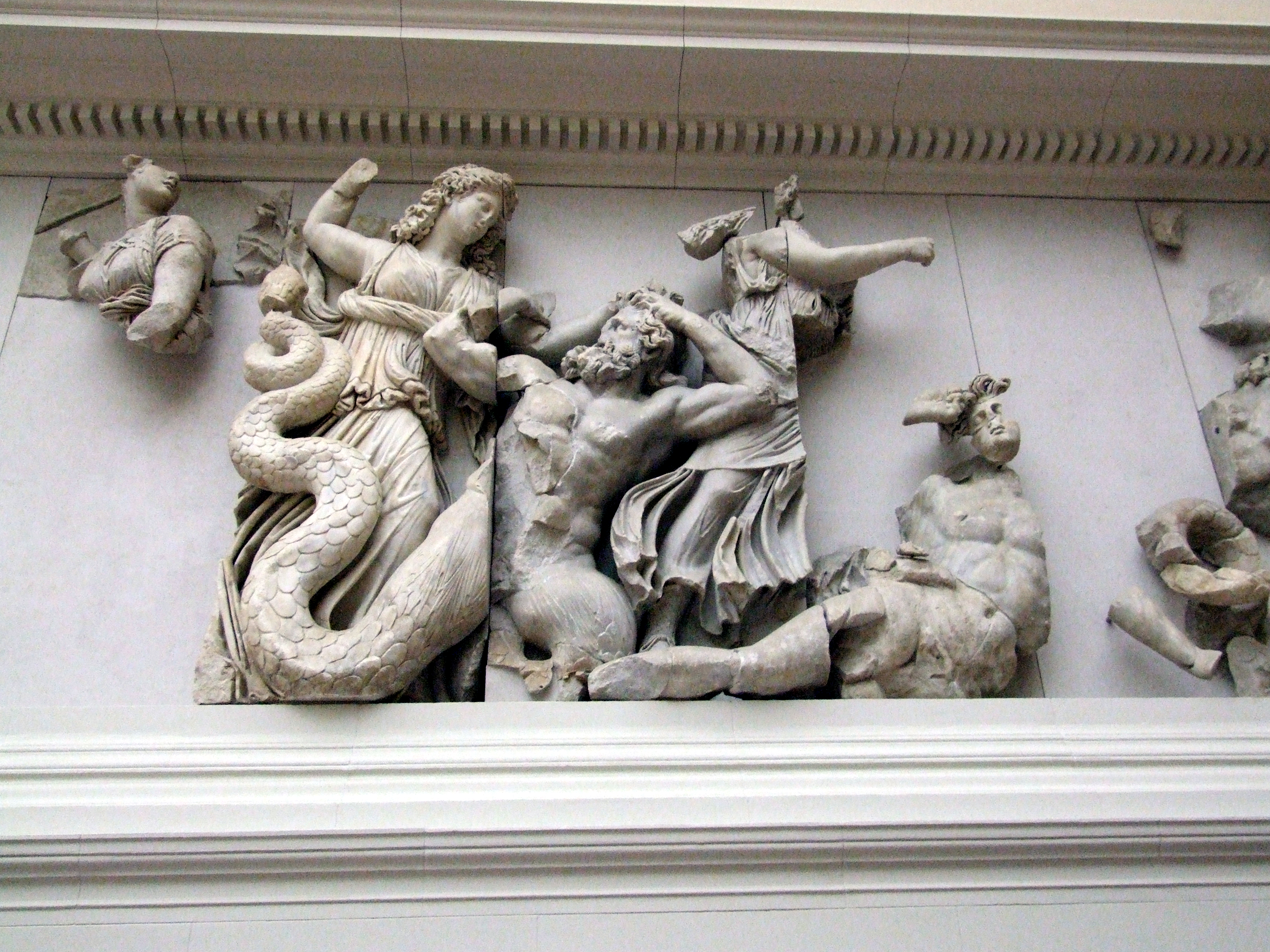
Die drei Moiren erschlagen mit Bronzekeulen während der Gigantomachie die beiden Giganten Agrios und Thoas, Pergamonaltar, Berlin

Die Moiren oder Moirai (altgriechisch Μοῖραι, lateinisch Moerae, Sg. Moira [griechisch Μοῖρα, lateinisch Moera, wörtlich „Anteil, Los, Schicksal“]) sind in der griechischen Mythologie eine Gruppe von Schicksalsgöttinnen. Ihre Entsprechung in der römischen Mythologie sind die Parzen. Bei den Etruskern stehen die Moiren über den Göttern.

## Begriff
Als Appellativum bedeutet das Wort moíra einen Teil des Ganzen, wie den Anteil an einer Kriegsbeute. Seit Homer steht es darüber hinaus für das allen Lebewesen von Geburt an zugeteilte Schicksal, das als zwangsläufige Folge der göttlichen Rollenverteilung entsteht. Der Begriff moíra ist inhaltlich ambivalent, da er zwar in der Regel mit Unheil verbunden wird und euphemistisch für den Tod gebraucht wird, aber auch für das Glück des vom Schicksal Begünstigten stehen kann. Die negative Hauptbedeutung überwiegt nicht nur in der Literatur, sie wird auch aus zahlreichen Grabinschriften vom sechsten vorchristlichen Jahrhundert bis in die Spätantike deutlich.

## Mythos

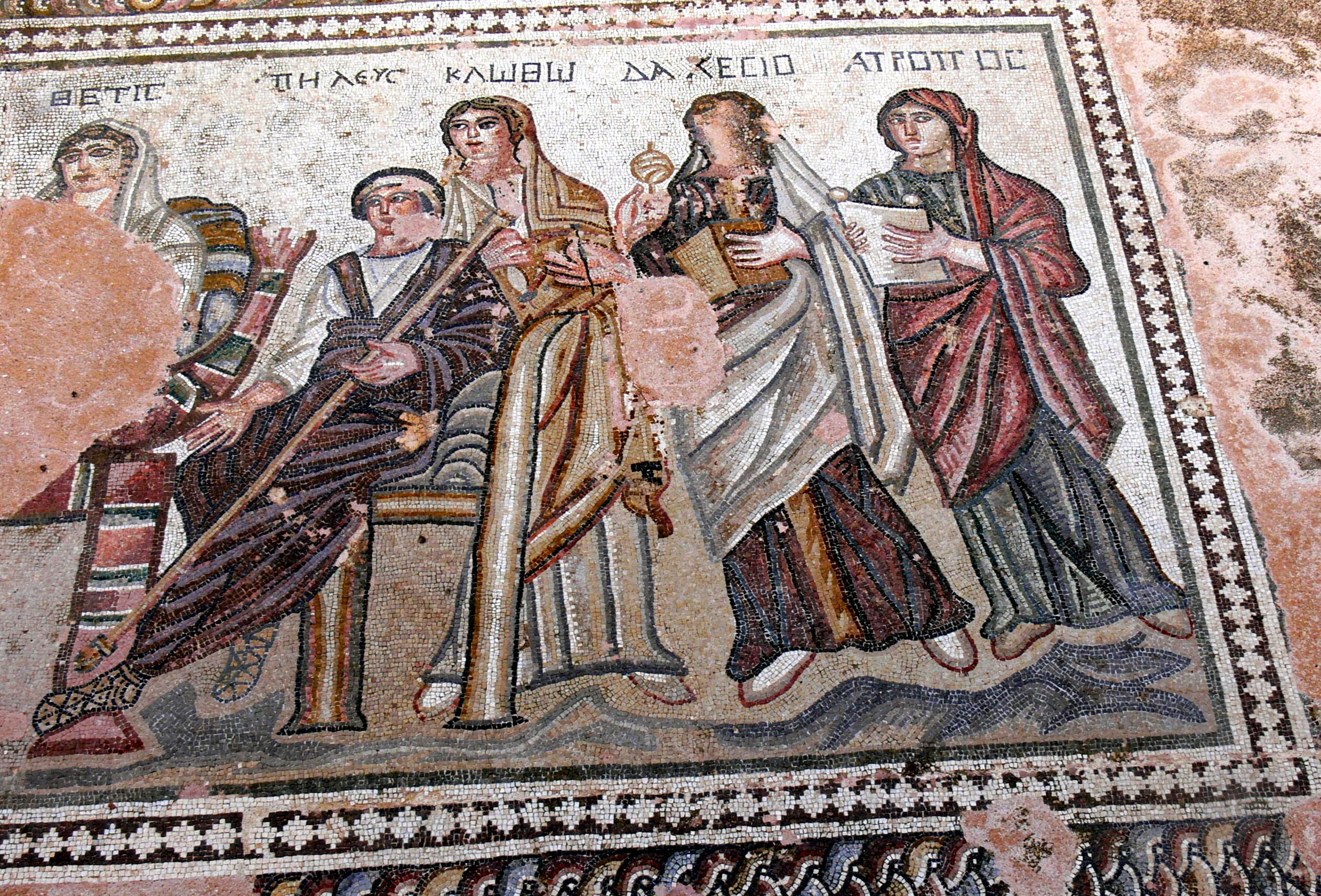
Moiren bei der Geburt des Achilles, Haus des Theseus, Paphos (Zypern), 5. Jh. n. Chr.

In der ältesten Literatur, den Epen Homers, kommt die Moira fast ausschließlich in der Einzahl vor, jedoch nicht im Sinne einer einzelnen Göttin, sondern als personifiziertes Schicksal jedes einzelnen Menschen. Die Unterscheidung zwischen dem appellativen Gebrauch von moira und des Gebrauchs als Personifikation ist dabei oft nicht möglich. Deutlich als Göttin erkennbar wird sie etwa, wenn sie im Kampf gemeinsam mit Thanatos oder den Keren erscheint. In der Ilias erscheint sie als diejenige, die jeden nach Ablauf seiner Lebenszeit dem Ende zuführt, etwa wenn Lykaon sagt, dass sie ihn zum zweiten Mal den Peliden ausgeliefert habe, oder wenn Hektor ihretwegen allein vor den Mauern Trojas bleiben muss und sie ihn heimsucht, als sein Leben beendet wird. Im Kampf führt sie Amphios dem Aias und Tlepolemos dem Sarpedon zu, da ihre Zeit zu sterben gekommen ist. Die Vorstellung, dass sie für die Sterblichen bei der Geburt einen Faden spinnt, in den das Schicksal bereits hineingesponnen wurde, erscheint bei Hektor, als er nach seinem Tod von Hunden angefressen wird, oder bei Achilleus, der, wenn seine Zeit gekommen ist, alles ertragen muss, was ihm das Schicksal zugesponnen hat, jedoch nicht vorher, als seine Zeit nicht gekommen war und Hera ihn noch beschützen kann. In dieser Bedeutung erscheint sie auch, wenn Agamemnon sagt, dass Zeus, Moira und Erinys ihm Verblendung ins Herz gegeben haben. In der Mehrzahl erscheinen die Moiren bei Homer nur ein einziges Mal und das auch ohne Namensnennung. In der Odyssee erscheinen die spinnenden Schwestern an einer Stelle als die Kataklothes (Κατακλῶθες Kataklṓthes, deutsch ‚Zuspinnerinnen‘).
Das Verhältnis der Götter zu den Moiren scheint darauf hinzudeuten, dass die Götter das von ihnen bestimmte Schicksal nicht abändern können. Zeus will Sarpedon retten, dessen Zeit abgelaufen ist, kann es aber nicht, ohne die sonstige Ordnung zu zerstören. Besonders er als oberster Gott kann die bestehende Ordnung nicht stören und wird deshalb auch als Zeus Moiragetes verehrt.
In der nachhomerischen Literatur treten die Moiren meist als Trias auf, ihre Namen sind Klotho (Κλωθώ Klōthṓ, deutsch ‚die Spinnerin‘), Lachesis (Λάχεσις Láchesis, deutsch ‚die Zuteilerin‘) und Atropos (Ἄτροπος Átropos, deutsch ‚die Unabwendbare‘). Über ihre Abstammung gibt es verschiedene Varianten. In Hesiods Theogonie werden die drei Moiren an einer Stelle als Töchter der Nyx, an anderer Stelle als Töchter des Zeus und der Themis und als Schwestern der Horen genannt. Bei den Orphikern sind sie Töchter der Nyx oder der Gaia und des Uranos, Epimenides nennt sie die Töchter von Kronos und Euonyme.
Die Literatur bezeugt die anhaltende Vorstellung der großen Macht der Moiren, die jedoch nie verbindlich ausgestaltet wurde. Da die Moiren als überall anwesend gedacht werden konnten, erscheinen sie auf dem Olymp ebenso wie im Hades, dem Tartaros oder unter den Menschen. Ihre Zuschreibungen variieren zwischen den Extremen als Chthonioi bis zu Olympioi an der Seite des Zeus und sie werden sowohl in die Nähe der Horen als auch der Erinyen und Keren gerückt. In Hesiods Schild des Herakles stehen sie auf dem Kampfplatz bereit, wenn die Keren sich auf ihre Opfer stürzen, die Keren erscheinen hier lediglich als Vollstrecker des von den Moiren besiegelten Schicksals. Zur Betonung ihrer Nähe zueinander werden die Erinyen bei den Orphikern als Moiren bezeichnet und in einem Hymnus bei Stobaios werden Klotho und Lachesis angerufen, damit diese die Horen schicken. Bei Pindar erscheinen sie als Göttinnen des Rechts, die bösem Ansinnen fern stehen. Sie führen Zeus die Themis als Gattin zu, unterstützen Herakles dabei, die Olympischen Spiele zu stiften, sind die Göttinnen, die mit Eileithyia bei einer Geburt erscheinen, und werden ganz allgemein als hilfreiche Göttinnen angerufen. Pausanias erwähnt bei einer Bildbeschreibung der Tyche, diese sei bei Pindar eine der Moiren gewesen. Aischylos betont die Verwandtschaft zu den Erinyen, die bei ihm gemeinsam für die Manneskraft und das Glück der Bräute und als Ordnerinnen des Rechts gepriesen werden, auch wenn das Recht von Apollon durchbrochen wird. In Der gefesselte Prometheus wird die Macht der Moiren und Erinyen als gleichermaßen für Menschen und Götter bindend dargestellt: Sie führen das Steuerruder der Notwendigkeit, selbst Zeus als derjenige, der das Gesetz des Schicksals regelt, kann dem bereits bestimmten Schicksal nicht entkommen. Bei Euripides werden die Moiren von Apollon überlistet, werden aber auch als die Zeus’ Thron am nächsten Sitzenden angerufen, und in der Bibliotheke des Apollodor erwirkt Apollon durch Bitten die Verlängerung des Lebens von Admetos. Bei Aristophanes erscheinen sie in der Unterwelt, singen aber auch auf der Hochzeit von Zeus und Hera.

## Attribute

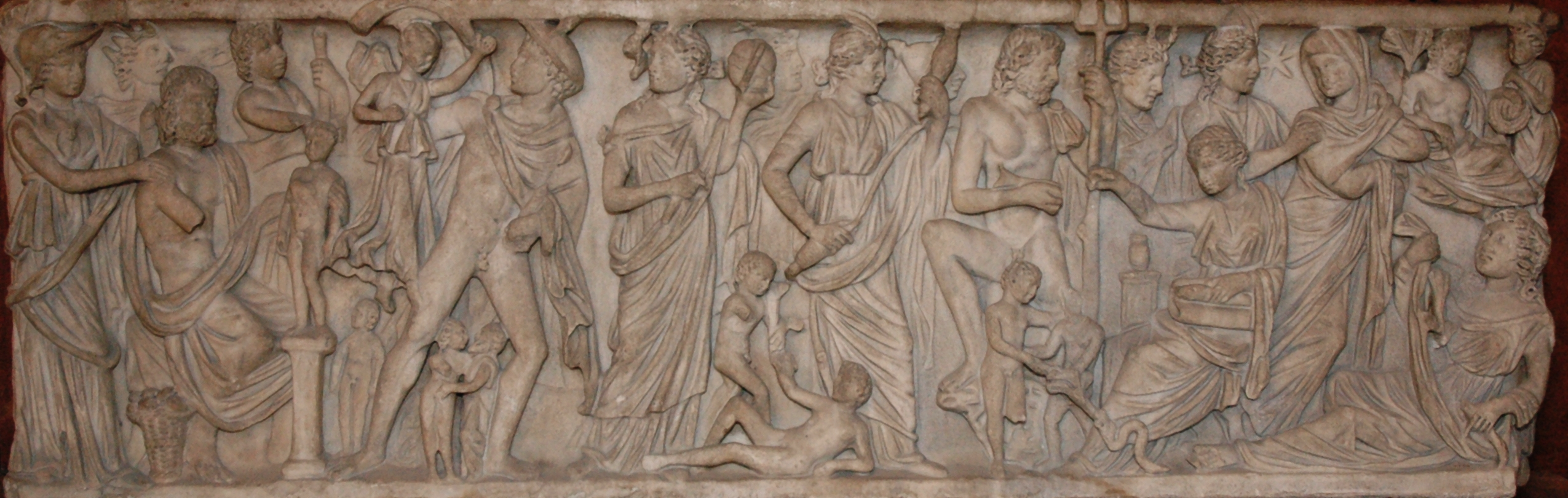
Götterszene auf einem römischen Sarkophag, ca. 240 n. Chr. In der Mitte die Moiren Lachesis mit Globus und Klotho mit Spindel

In älteren Kunstwerken finden sich noch keine Attribute der Moiren, später dann das Skeptron. In römischer Zeit trägt Klotho eine Spindel, Lachesis ein Losstäbchen oder einen Globus und Atropos Schriftrolle oder -tafel oder eine Sonnenuhr. Die Bibliotheke des Apollodor schildert sie in ihrem Kampf gegen die Giganten Agrios und Thoon als mit Eisenkeulen bewaffnet.

## Etruskische Religion
Zur etruskischen Religion gehörte die Vorstellung von der Vergänglichkeit des Menschen und der Völker. So waren den Etruskern acht oder nach anderen Quellen zehn saecula der Existenz gegeben. Ein Saeculum reichte dabei, bis der letzte starb, der im vorangehenden Saeculum geboren worden war. Der Tod des Einzelnen konnte durch religiöse Rituale um bis zu zehn Jahre, das Ende des etruskischen Volkes um bis 30 Jahre hinausgezögert werden. Einen ersten Aufschub gewährte der oberste Gott, Tinia, für einen zweiten aber „waren die noch über den Göttern waltenden Moiren zuständig, deren Namen auszusprechen den Etruskern nicht erlaubt war“.